# Redon Aglomeració

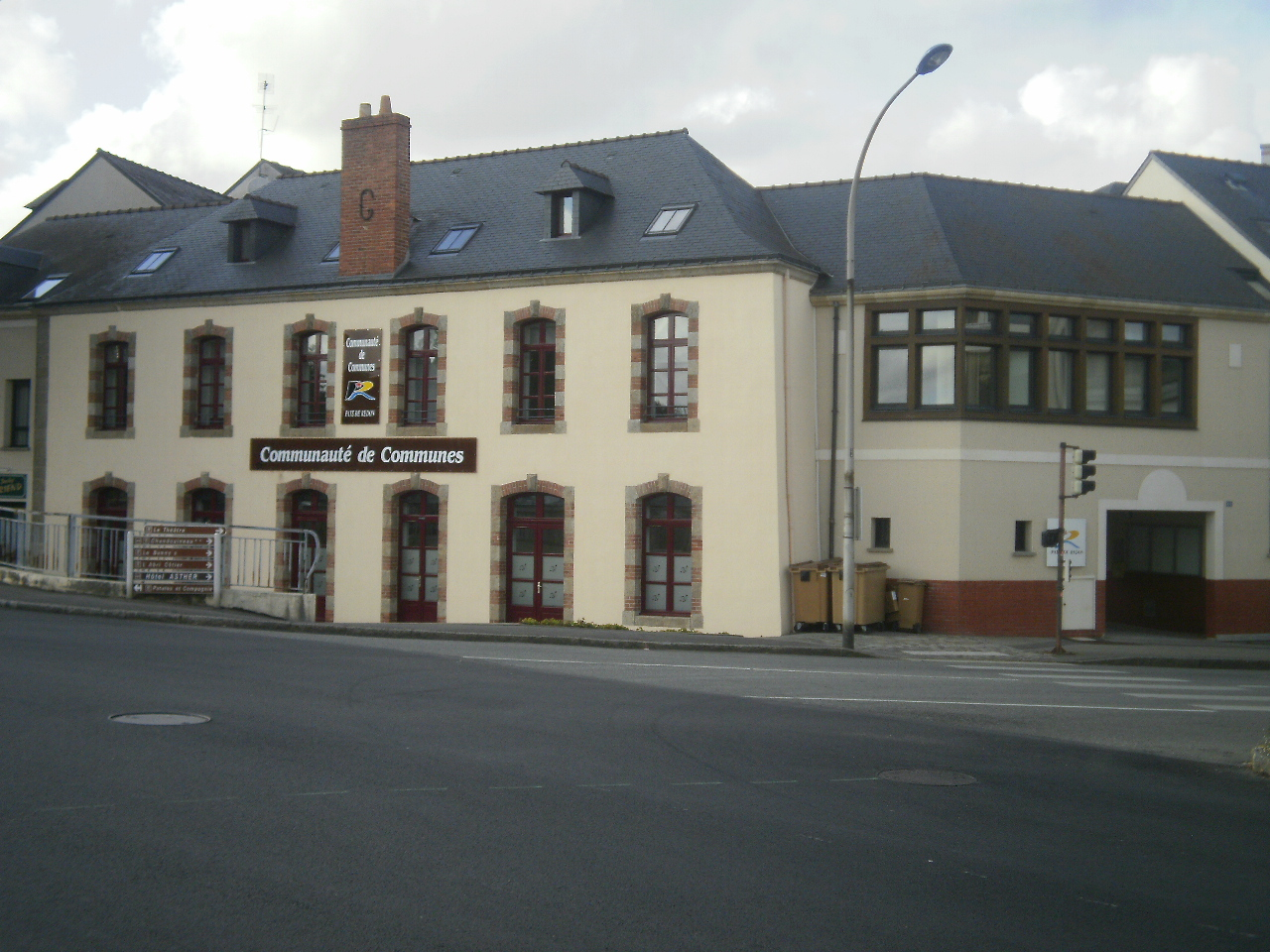
Seu de la comunitat d'aglomeracions

Redon Aglomeració(en bretó Kumuniezh kumunioù Bro Redon) és una estructura intercomunal francesa, situada al País de Redon i Vilaine i que aplega 11 comunes del departament d'Ar Mor-Bihan i 12 del departament d'Ille i Vilaine, a la regió Bretanya, i 8 al departament de Loira Atlàntic, a la regió País del Loira. Té una extensió de 990,93 kilòmetres quadrats i una població de 66.091 habitants (2016).

## Composició
Agrupa 31 comunes :
- - 12 del departament d'Ille i Vilaine
- Redon ;
- Bains-sur-Oust ;
- Bruc-sur-Aff
- La Chapelle-de-Brain ;
- Langon;
- Lieuron;
- Pipriac;
- Renac ;
- Saint-Ganton;
- Saint-Just (Ille i Vilaine);
- Sainte-Marie ;
- Sixt-sur-Aff.
  - 11 del departament d'Ar Mor-Bihan
- Allaire ;
- Béganne ;
- Peillac ;
- Les Fougerêts
- Rieux ;
- Saint-Gorgon ;
- Saint-Jacut-les-Pins ;
- Saint-Jean-la-Poterie ;
- Saint-Perreux ;
- Saint-Vincent-sur-Oust;
- Théhillac
  - 8 del departament de Loira Atlàntic
- Avessac
- Fégréac
- Plessé,
- Saint-Nicolas-de-Redon
- Guémené-Penfao
- Conquereuil
- Massérac
- Pierric

## Administració
| Data d'elecció                             | Identitat          | Partit        | Qualitat |
| ------------------------------------------ | ------------------ | ------------- | -------- |
| 1996-2007                                  | Jean-Michel Bollé  | (UMP)         |          |
| 2007-2014                                  | Jean-Louis Fougère | Divers gauche |          |
| 2007-                                      | Jean-François Mary | Divers gauche |          |
| Les dades anteriores no són pas conegudes. |                    |               |          |